# Dieter Kempf

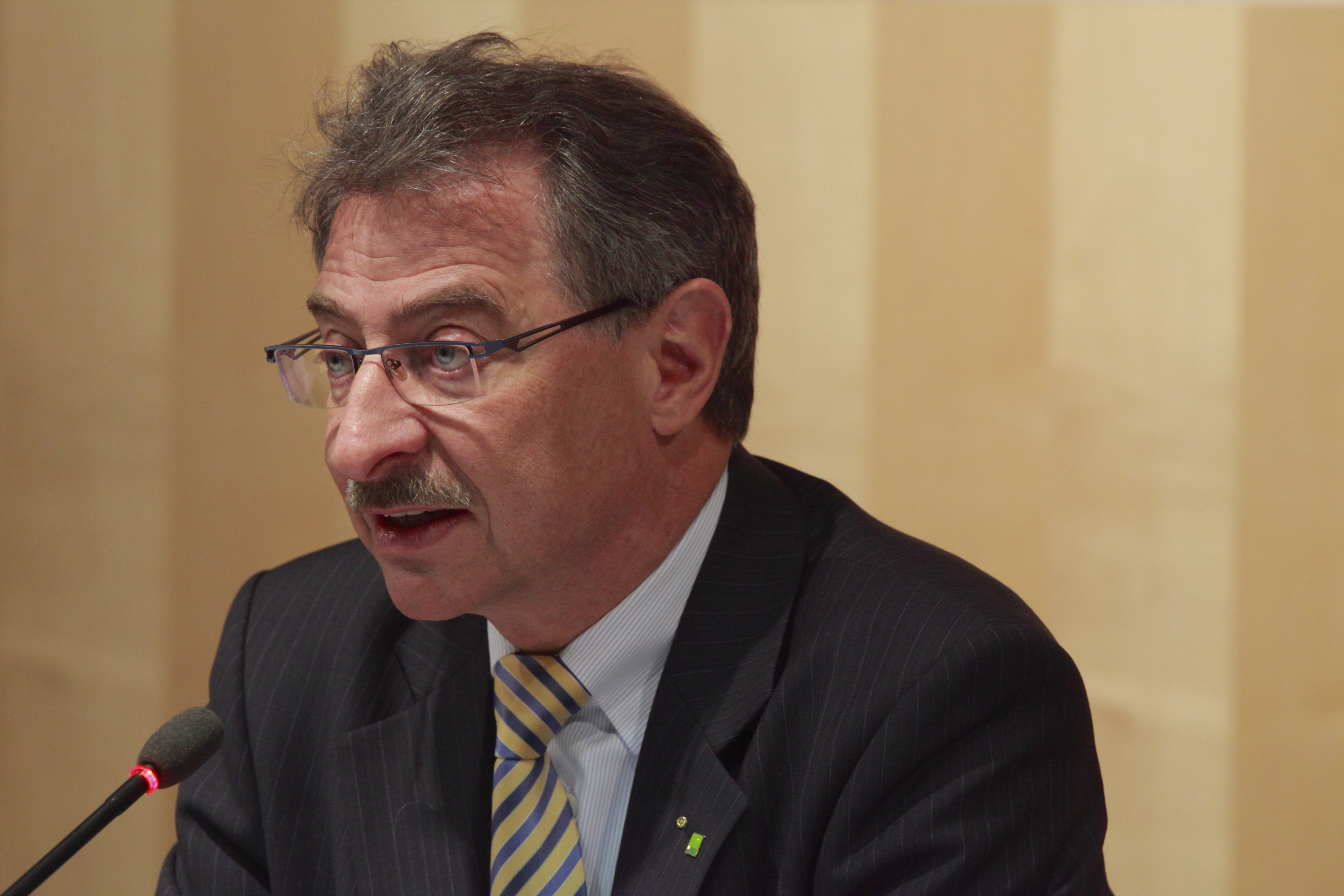
Dieter Kempf, 2010

Dieter Kempf (* 10. Januar 1953 in München) ist ein deutscher Manager. Er amtierte von 2017 bis 2020 als Präsident des Bundesverbandes der Deutschen Industrie e. V. (BDI). Vor seiner Wahl zum BDI-Präsidenten war Kempf 20 Jahre lang Vorstandsvorsitzender der DATEV eG in Nürnberg.

## Leben
Kempf schloss 1972 die Schule mit dem Abitur am Städtischen Adolf-Weber-Gymnasium München ab. Anschließend studierte er von 1973 bis 1978 Betriebswirtschaftslehre an der Ludwig-Maximilians-Universität München und erlangte den Abschluss Diplom-Kaufmann. Parallel neben der Schule und dem Studium war Kempf als einer der ersten deutschen Mitarbeiter sieben Jahre bei McDonald’s beschäftigt, zuletzt in der Verwaltung.
Kempf ist verheiratet und hat eine Tochter.

## Beruf
Von 1978 bis 1991 war Kempf bei Ernst & Young Deutschland tätig. Im Jahr 1989 wurde er als Partner aufgenommen und war somit auch Geschäftsführer und Mitgesellschafter.
Von Juni 1991 bis 2016 war Kempf bei der DATEV eG in Nürnberg tätig. Als Mitglied des Vorstandes war er für die Produkt- und Softwareentwicklung verantwortlich. Im Juli 1996 wurde Kempf Vorstandsvorsitzender der DATEV eG und übte das Amt bis März 2016 aus. Die DATEV entwickelte sich zu Zeiten Kempfs von einer in Deutschland tätigen Genossenschaft zu einem der größten IT-Dienstleister innerhalb Europas. 

Im Jahr 2005 wurde Kempf zum Honorarprofessor für Betriebswirtschaftslehre an der Wirtschafts- und Sozialwissenschaftlichen Fakultät der Friedrich-Alexander-Universität Erlangen-Nürnberg berufen. Seit 2015 ist er zudem Vorsitzender des Hochschulrates der Hochschule Ansbach.
Von 2011 bis 2015 war Kempf Präsident des BDI-Mitgliedsverbandes Bitkom und Vizepräsident des Bundesverbandes der Deutschen Industrie e. V.; bevor er schließlich einstimmig von der Mitgliederversammlung zum Präsidenten gewählt wurde. Des Weiteren engagiert er sich in verschiedenen Aufsichtsräten und Beiräten: Kempf ist Beiratsvorsitzender der Allianz für Cybersicherheit und Beiratsmitglied des Vereins Deutschland sicher im Netz (DsiN). Er ist zudem Mitglied des nationalen Cyber-Sicherheitsrats, des Aufsichtsrats der Deutschen Messe AG und des Verbandsrats des Genossenschaftsverbands Bayern (GVB).

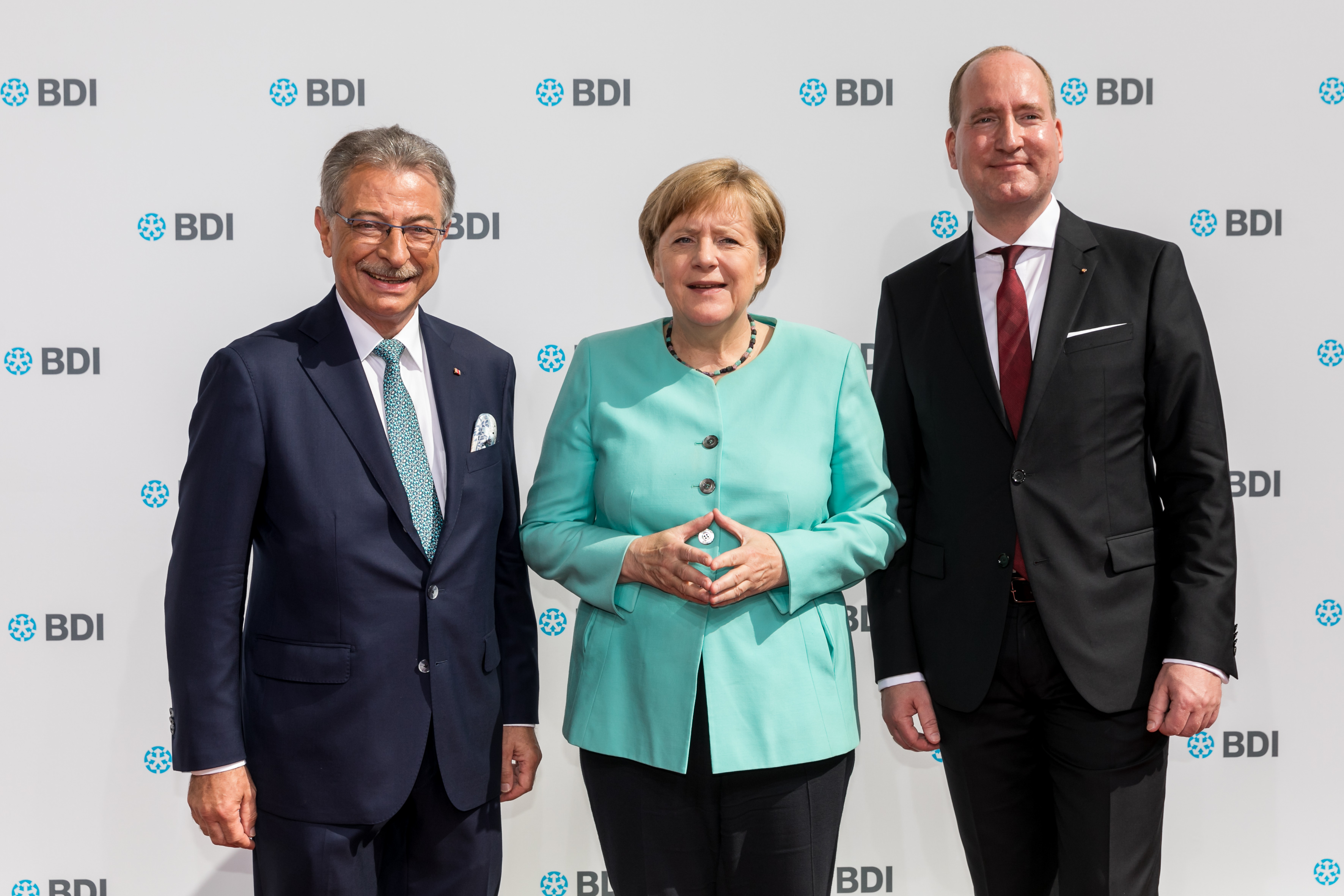
BDI-Präsident Kempf, Bundeskanzlerin Merkel, BDI-Hauptgeschäftsführer Lang beim Tag der Deutschen Industrie 2017

Kempf wurde von der Mitgliederversammlung des BDI am 28. November 2016 in geheimer Abstimmung zum Präsidenten gewählt. Dieses Amt trat er am 1. Januar 2017 als Nachfolger von Ulrich Grillo an. Als Präsident des BDI, der Spitzenorganisation der deutschen Industrie und der industrienahen Dienstleister, repräsentierte er in Politik und Öffentlichkeit 36 Branchenverbände und deren 100.000 Mitglieds-Unternehmen mit insgesamt 8 Millionen Beschäftigten. Seine Amtszeit endete zum 31. Dezember 2020, seitdem amtiert er als Vizepräsident des BDI. Sein Nachfolger als BDI-Präsident wurde Siegfried Russwurm.
Seit Juli 2018 ist Kempf Mitglied der Datenethikkommission der Bundesregierung.

## Ehrungen
Im Juli 2008 wurde ihm das Verdienstkreuz am Bande des Verdienstordens der Bundesrepublik Deutschland und 2015 die Staatsmedaille für besondere Verdienste um die bayerische Wirtschaft verliehen. Im Juli 2023 erhielt er den Bayerischen Verdienstorden.